# Rio Chiers
O rio Chiers é um importante rio franco-belgo-luxemburguês, também conhecido pelos nomes Korn e Kor no trecho junto ao Luxemburgo, ou por Kuer na língua luxemburguesa). É um dos principais afluentes do rio Meuse pela sua margem direita. Define parte da fronteira Bélgica-França.
O Chiers nasce perto de Differdange, no Luxemburgo, e segue uma direção este-oeste.
Cruza a fronteira França-Luxemburgo, passando por Longwy e Longuyon (no departamento de Meurthe-et-Moselle) e define a fronteira Bélgica-França durante alguns quilómetros na zona de Torgny (município de Rouvroy). Continua para França, ao longo de Montmédy (departamento de Meuse) e Carignan (departamento das Ardenas).
O Chiers desagua no rio Meuse em Bazeilles, perto de Sedan.
Os seus principais afluentes são o rio Loison e o rio Othain.